# Famille Guerra (Venise)
 (mai 2015).
Pour les articles homonymes, voir Guerra.
Les Guerra est une famille patricienne de Venise, active dans le négoce. Elle fut agrégée à la noblesse vénitienne en 1689 en payant la taxe de guerre ad-hoc.

## Armes

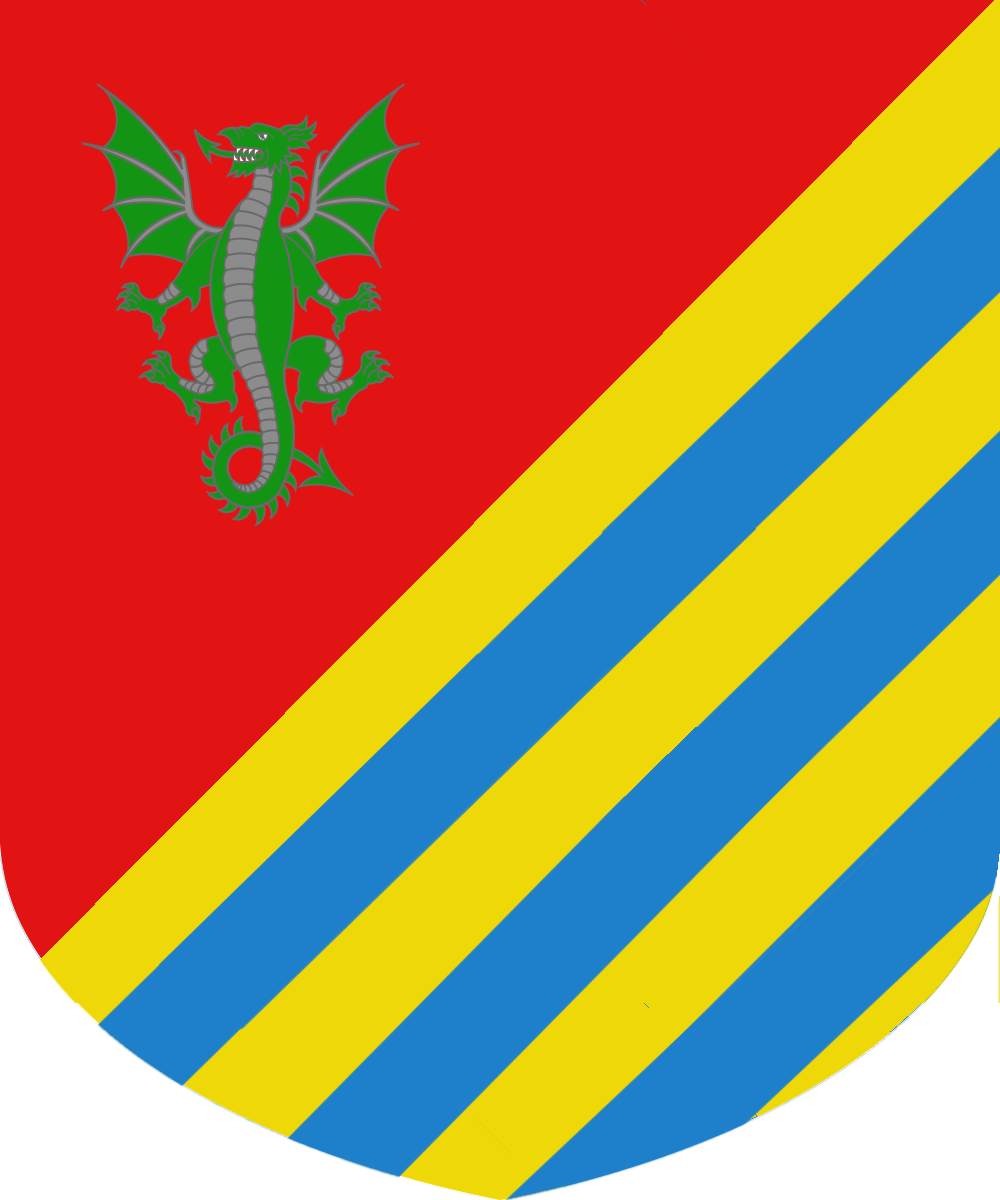
armes des Guerra

Les armes des Guerra se blasonnent d'un écu taillé, la première partition de gueules avec un dragon ailé de sinople, la seconde chargée de trois barres d'or et autant d'azur.